# 여말선초
여말선초(麗末鮮初)는 한국 역사에서 고려말 조선 초기의 정치적 격동기를 지칭하는 용어이다. 정확한 시기는 정하여져 있지 않으나, 넓게는 고려 공민왕부터 조선의 세종 재위기까지 좁게는 우왕부터 태종 재위기까지를 이른다.